# Athemus makiharai
Athemus makiharai es una especie de coleóptero de la familia Cantharidae.

## Distribución geográfica
Habita en Nepal.